# Minns du sången (album av Samuelsons)
Minns du sången utkom 1978 och är ett musikalbum av den kristna gruppen Samuelsons. 

## Låtlista
1. Tag en liten stund och sjung
2. Lycklig jag sjunger
3. Är jag i himlen
4. Blott ett liv att leva
5. Lycklig glad och fri
6. The Bible Tells Me So
7. Jesus kommer ej för sent
8. Till himlens land
9. Livets krona
10. Vad vore livet då